# 박상웅
박상웅(朴相雄, 1959년 8월 16일~)은 대한민국의 정치인이다. 제22대 국회의원이다.
제13대 국회의원 선거를 앞두고 신민주공화당의 공천을 받아 영등포구 을 선거구에 출마했다. 하지만 13.47%의 득표율을 기록하면서 4위로 낙선했다.
제14대 국회의원 선거를 앞두고 밀양으로 지역구를 옮겼다. 신정치개혁당의 공천을 받아 밀양시·밀양군 선거구에 출마했으나 5.12%의 득표율을 기록하면서 낙선했다.
제22대 국회의원 선거를 앞두고 밀양시·의령군·함안군·창녕군에 출마를 선언했다. 당초 경선에서는 박일호 후보에 밀려 탈락했으나 박일호 후보의 공천이 취소됨에 따라 공천을 받게 되었다. 본 선거에서 66.85%의 득표율을 기록하면서 제22대 국회의원으로 당선되었으며 첫 선거 이후 36년만에 첫 당선을 기록하게 되었다.

## 학력
- 밀성국민학교 졸업
- 밀양중학교 졸업
- 마산고등학교 졸업
- 서울대학교 사범대학 사회교육학 학사
- 한양대학교 행정대학원 행정학 석사

## 경력
- 신민주공화당 서울특별시 지부 영등포구 을 지구당위원장
- 신정치개혁당 박찬종 대표 비서실장
- 한나라당 대선대책위 정보통신 수석부위원장
- 2002: 한나라당 중앙당 부대변인
- 2008: 자연보호중앙연맹 독도본부장
- 제19대 국회의원 선거 새누리당 경남대책위 부위원장
- 제18대 대통령 선거 새누리당 박근혜 대통령 후보 선대위 중앙위본부 선거총괄기획단 수석부단장
- 새누리당 여의도연구원 정책자문위원
- 2014. 9.~2017. 2. 새누리당 중앙위원회 외교통상위원장
- 2017. 2. 자유한국당 중앙위원회 외교통상위원장
- 2017. 2.~ 법무법인 주원 고문
- 2017. 4.~2017. 5. 제19대 대통령 선거 자유한국당 홍준표 대통령 후보 중앙직능대책위원회 총괄기획단장
- 2017. 7. 자유미래포럼 창립회장
- 2017. 11.~2019. 6. 자유한국당 중앙직능위원회 부의장
- 2019. 4.~2020. 2. 자유한국당 중앙연수원 부원장
- 2019. 6.~2020. 2. 자유한국당 중앙위원회 부의장
- 2019. 6. 자유한국당 인재영입위원회 위원
- 2020. 2. 미래통합당 중앙연수원 부원장
- 제20대 대통령 선거 국민의힘 윤석열 대통령 후보 선대위 조직통합본부 수석부본부장
- 2022. 4. 제20대 대통령직인수위원회 기획조정분과 자문위원
- 2024. 4. 10. 대한민국 제22대 국회의원 선거 당선(경남 밀양시·의령군·함안군·창녕군, 국민의힘, 초선)[1][2]
- 2024. 5.~ 국민의힘 경상남도당 밀양시·의령군·함안군·창녕군 당원협의회 위원장
- 2024. 6.~2024. 7. 국민의힘 정책위원회 산하 시급한 민생 현안 해결을 위한 민생경제안정특별위원회 위원
- 2025. 1.~2025. 2. 국민의힘 4·2 재보궐선거 경남도당 공천관리위원회 부위원장
- 2025. 4.~2025. 4.: 국민의힘 나경원 제21대 대통령 선거 경선후보 나경원 캠프 조직총괄본부장
- 2025. 5.~2025. 6. 제21대 대통령 선거 국민의힘 김문수 대통령 후보 경남 선거대책위원회 공동선거대책위원장
- 2025. 6.~: 국민의힘 원내부대표

## 의정 활동
- 2024. 5.~ 제22대 국회의원(경남 밀양시·의령군·함안군·창녕군, 국민의힘, 초선)
  - 2024. 6.~ 제22대 국회 전반기 산업통상자원중소벤처기업위원회 위원
    - 제22대 국회 전반기 산업통상자원중소벤처기업위원회 중소벤처기업소위원회 위원

  - 국회인구전략포럼 2.0 구성의원

## 역대 선거 결과
|  | 13.47% |

|  | 4.91% |

|  | 5.12% |

|  | 7.18% |

|  | 11.04% |

|  | 66.85% |

## 소속 정당
| 소속 정당 | 소속 정당    | 소속 기간 | 비고      |
| --------- | ------------ | --------- | --------- |
|           | 신민주공화당 | 1988~1990 | 정계 입문 |
|           | 무소속       | 1990~1992 | 탈당      |
|           | 신정치개혁당 | 1992~1994 | 창당      |
|           | 신민당       | 1994~1995 | 합당      |
|           | 무소속       | 1995~2003 | 탈당      |
|           | 한나라당     | 2003~2012 | 입당      |
|           | 새누리당     | 2012~2017 | 당명 변경 |
|           | 자유한국당   | 2017~2020 | 당명 변경 |
|           | 미래통합당   | 2020      | 합당      |
|           | 국민의힘     | 2020~현재 | 당명 변경 |

## 같이 보기
- 밀양시·의령군·함안군·창녕군
- 밀양시의 국회의원
- 의령군의 국회의원
- 창녕군의 국회의원
- 함안군의 국회의원